# Johan Huizingalaan
De Johan Huizingalaan in Amsterdam Nieuw-West ligt in het verlengde van de Oostoever, vanaf de Robert Fruinlaan tot aan de Nieuwe Haagseweg. In het verlengde ligt de Oude Haagseweg. 

## Algemeen
De straat kreeg zijn naam in 1955 en is vernoemd naar historicus Johan Huizinga (1874-1945).
De straat is de 'hoofdstraat' van de Tuinstad Slotervaart en wordt gekruist door de Cornelis Lelylaan met brug 705, een groot viaduct dat sinds 1962 het middelpunt van de wijk Slotervaart vormt. Voorts kruisen de Hemsterhuisstraat, Comeniusstraat, Pieter Calandlaan, Plesmanlaan en Louwesweg/Aletta Jacobslaan de straat. Verder komen de Henk Sneevlietweg en de Sloterweg op de straat uit.
Bij de kruising met de Pieter Calandlaan ligt rond het Sierplein de belangrijkste concentratie van winkels. De bekendste gebouwen aan de Johan Huizingalaan zijn het Antoni van Leeuwenhoekziekenhuis (bij de Plesmanlaan), het Slotervaartziekenhuis (bij de Louwesweg) en de gebouwen van IBM. Verder is er het Hervormd Lyceum West (bij de Hemsterhuisstraat) en het Amsterdamse bureau van de Vreemdelingenpolitie (bij de Aletta Jacobslaan, in een gebouw dat oorspronkelijk het hoofdkantoor van IBM-Nederland was).
Bekende woningbouwprojecten bij de Johan Huizingalaan zijn Sloterhof, van J.F. Berghoef, tussen de Comeniusstraat en de Cornelis Lelylaan, en het "Bluebanddorp" ("zaagtandwoningen") van Frans van Gool, tussen de Ward Bingleystraat en de Louis Bouwmeesterstraat, beide daterende van de oorspronkelijke opzet van de tuinstad Slotervaart, van voor 1960.

## Openbaar vervoer
De tramlijnen 1 en 17 rijden over de Cornelis Lelylaan. De tramhalte is via trappen in het viaduct te bereiken vanaf de Johan Huizingalaan.
Sinds 1975 rijdt tram 2 vanaf de Plesmanlaan over de Johan Huizingalaan naar de Louwesweg in Slotervaart-Zuid en sinds 1991 verder naar Nieuw Sloten.
Ook rijden er de stadsbussen 18, 62 en 63 van het GVB over delen van de Johan Huizingalaan en Schipholnet lijn 195 van Connexxion naar Badhoevedorp en Schiphol. Bus 18 had van 1960-1966 zijn standplaats in de straat bij de Plesmanlaan en van 1966-1975 op de hoek in de Aletta Jacobslaan. 

## Bruggen
In de Johan Huizingalaan liggen de volgende bruggen:
- Bloeddonorbrug (brug 701), over de Slotervaart (water),
- Corry Tendeloobrug (brug 713), over het water langs de Louwesweg en Aletta Jacobslaan.

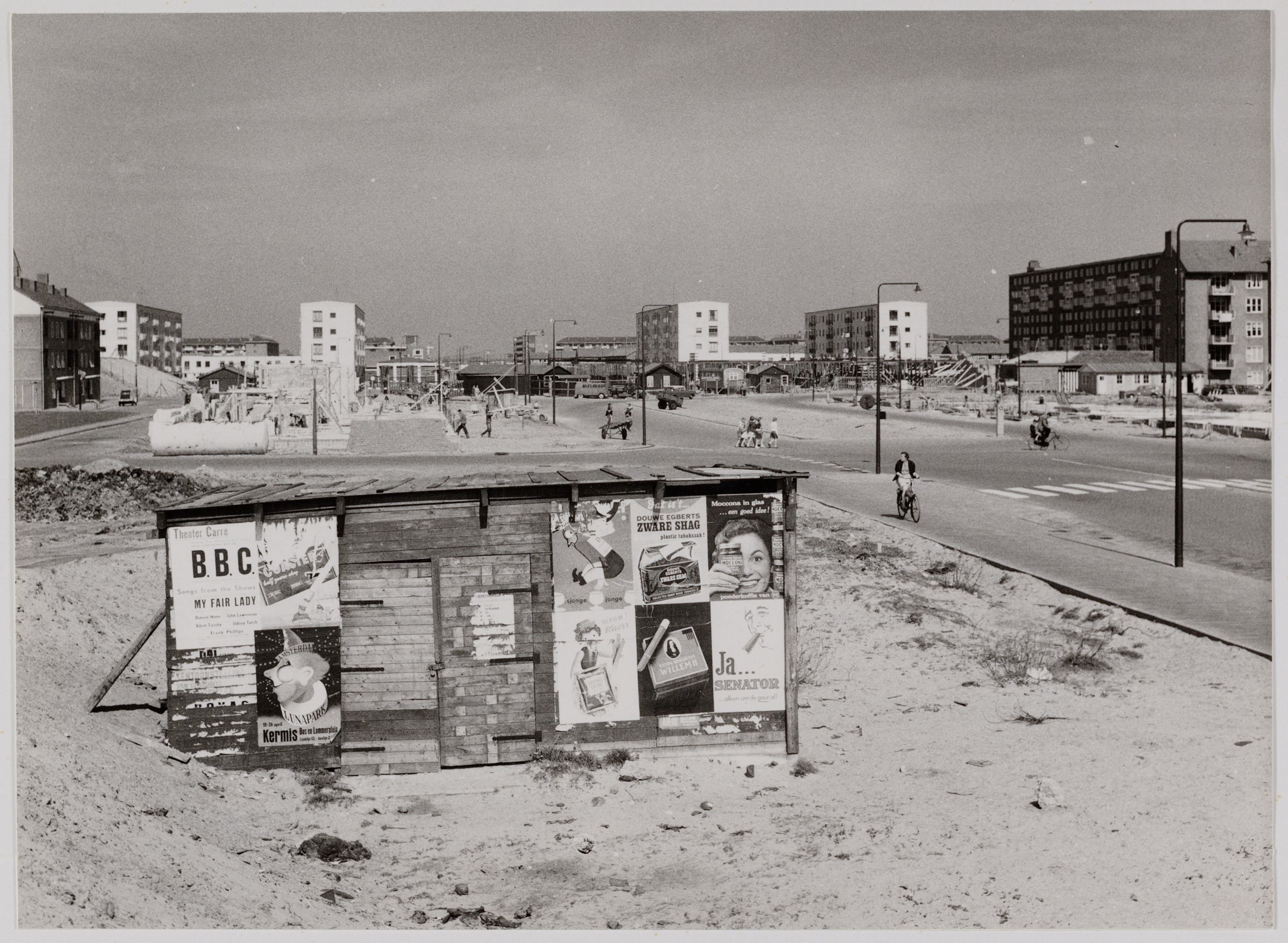
Johan Huizingalaan/Pieter Calandlaan in 1959
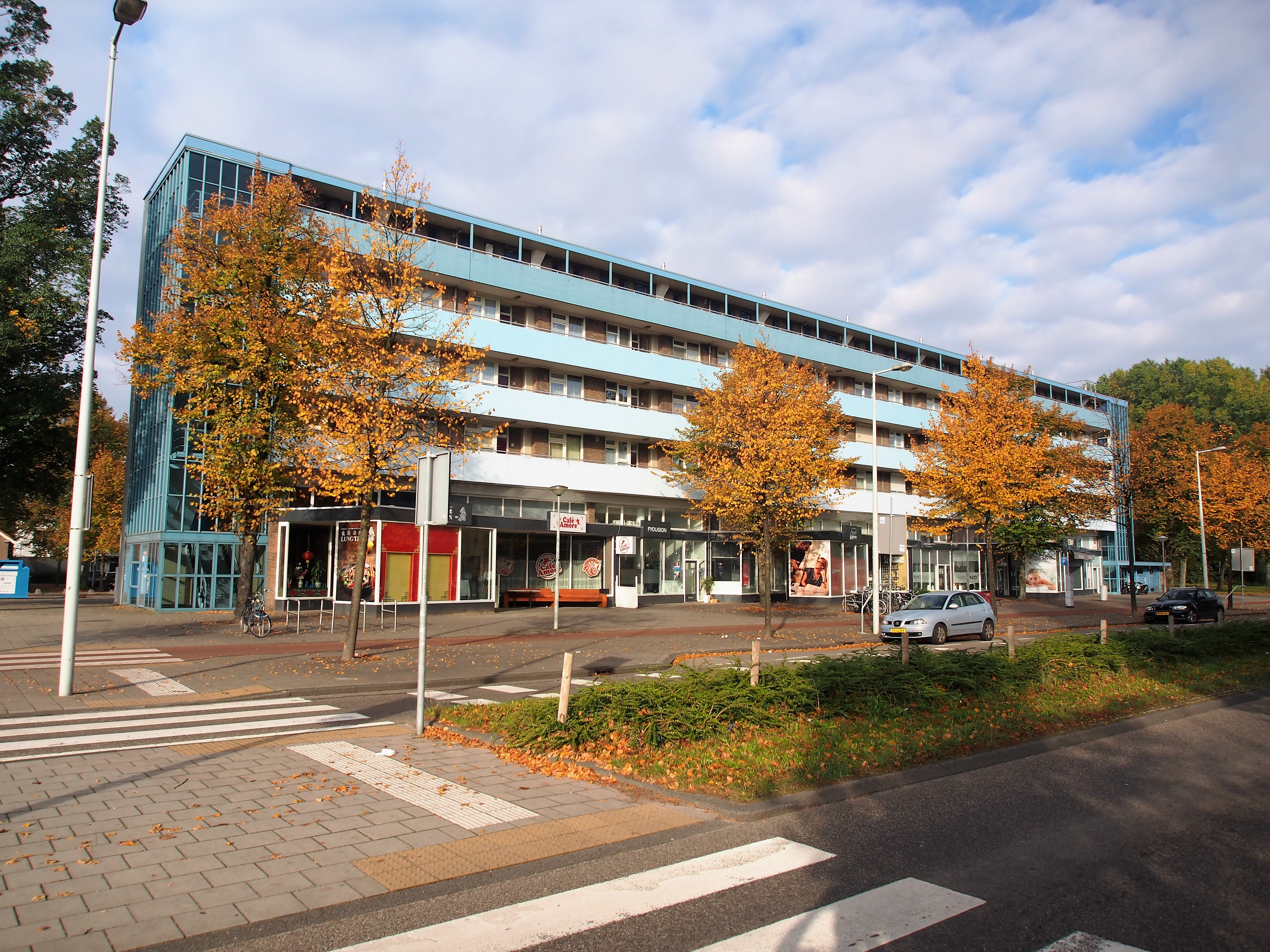
Johan Huizingalaan hoek Hemsterhuisstraat
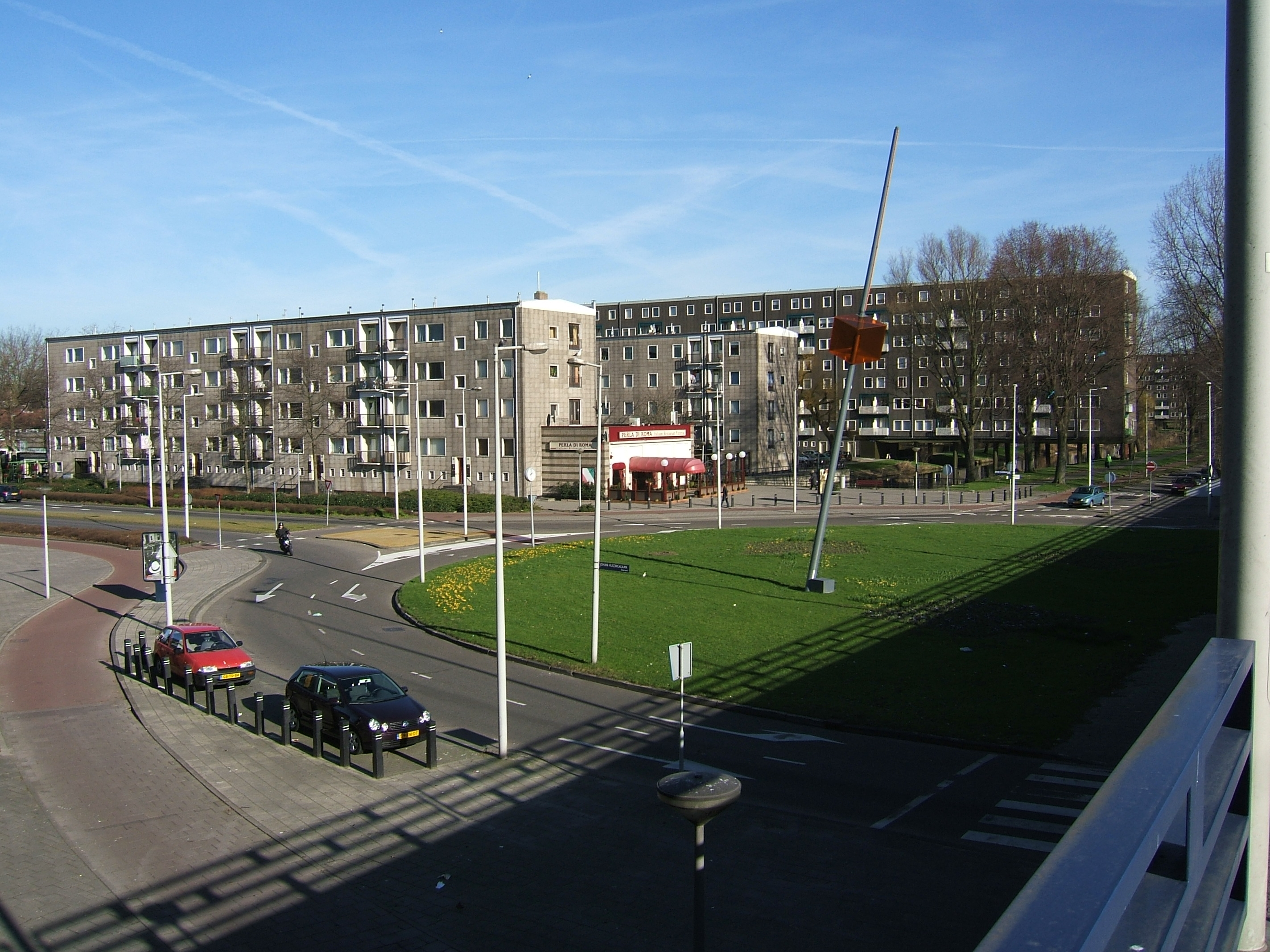
De Johan Huizingalaan gezien vanaf het viaduct in de Cornelis Lelylaan
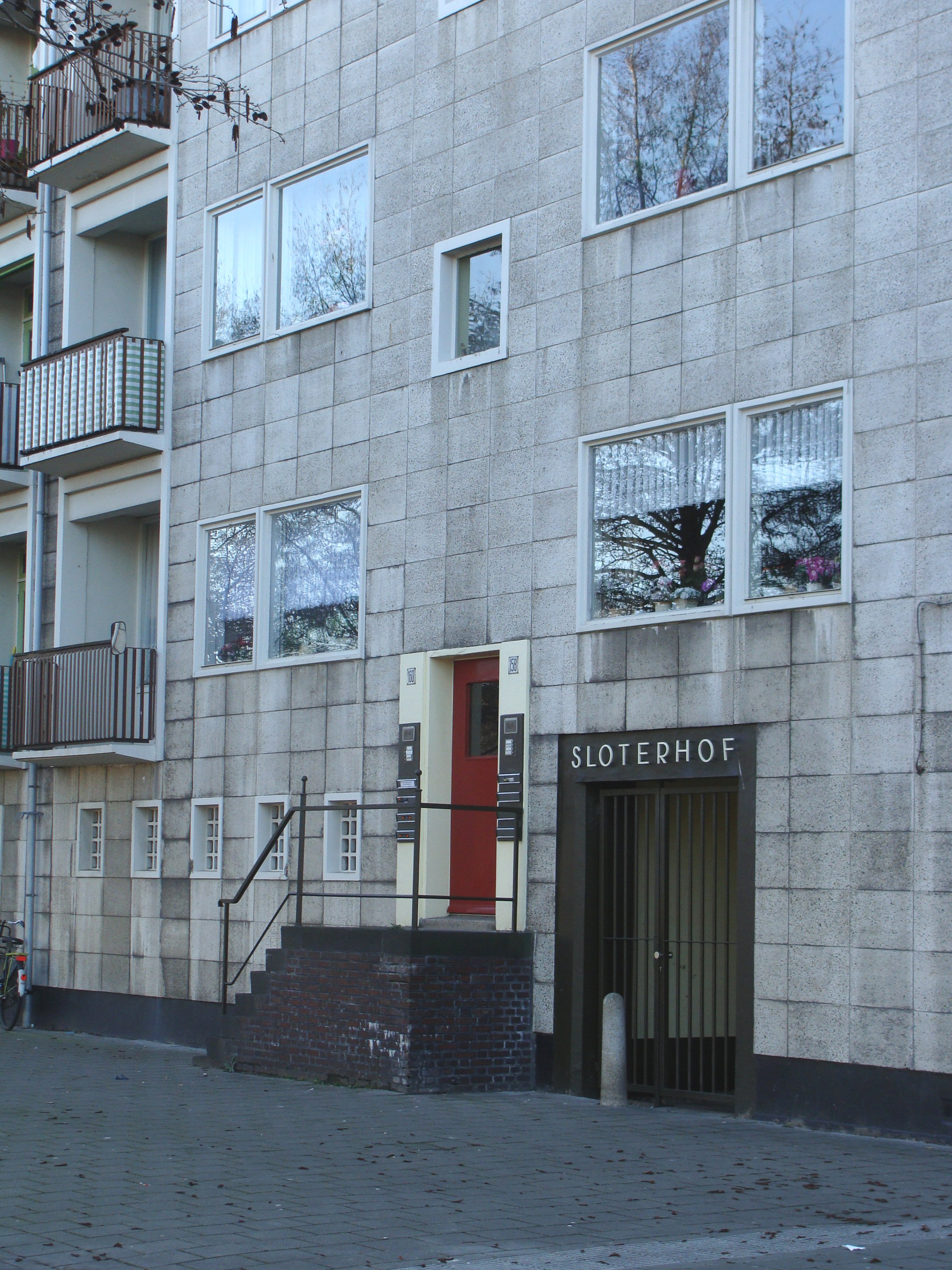
Sloterhof, portiekwoningen aan de Johan Huizingalaan
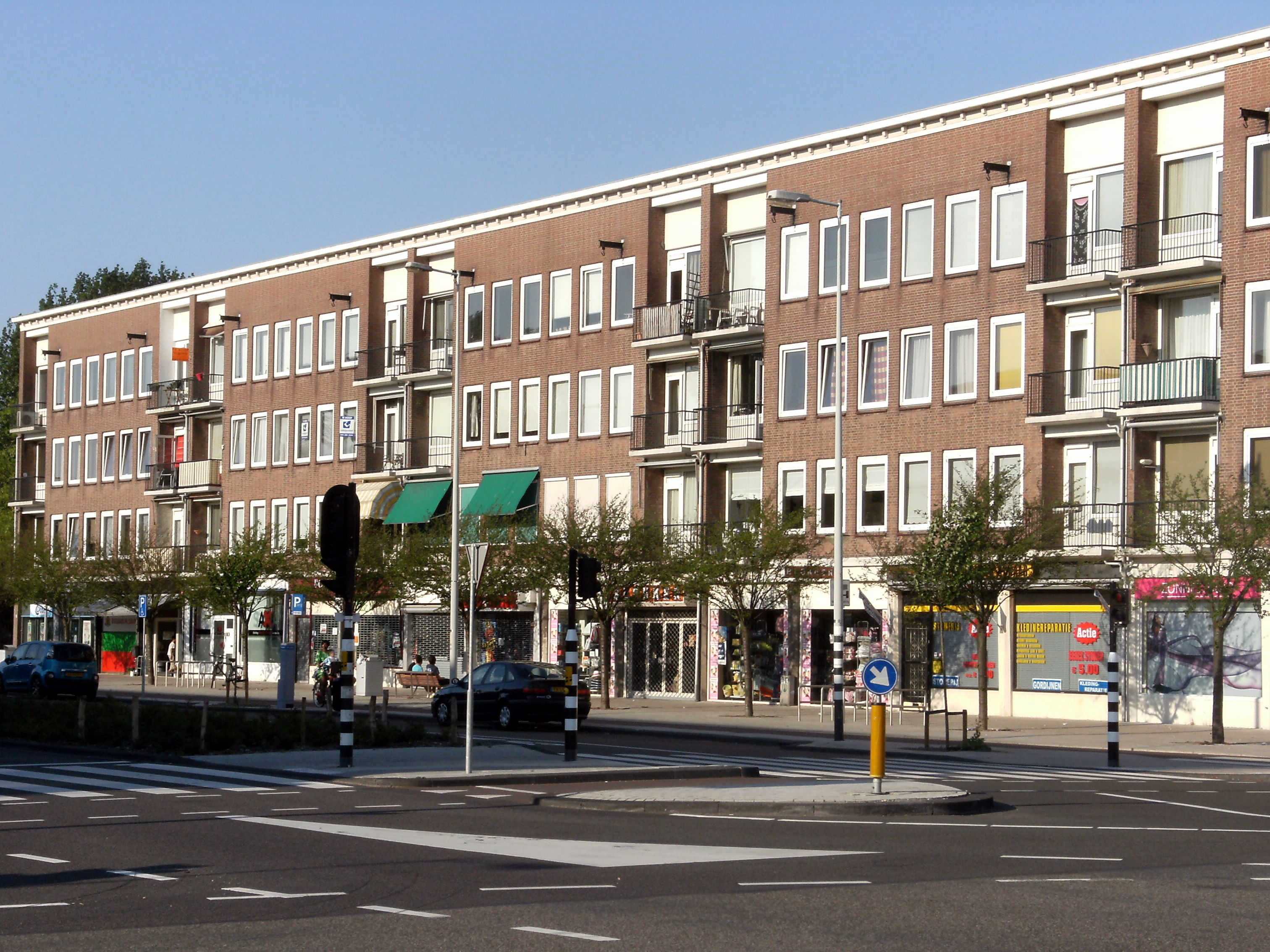
Woningen en winkels, tussen de Cornelis Lelylaan en de Pieter Calandlaan
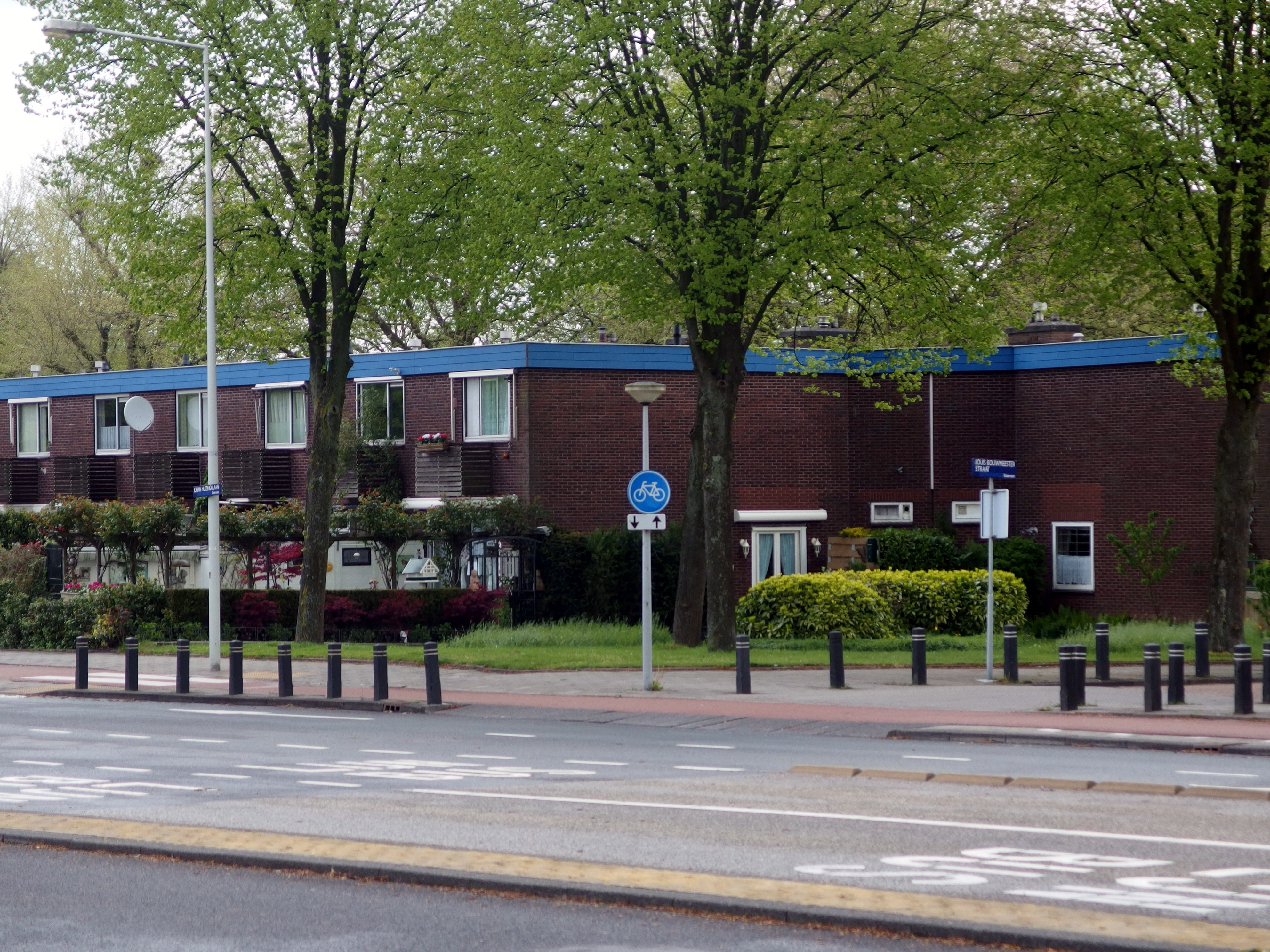
Het "Bluebanddorp", bij de Louis Bouwmeesterstraat
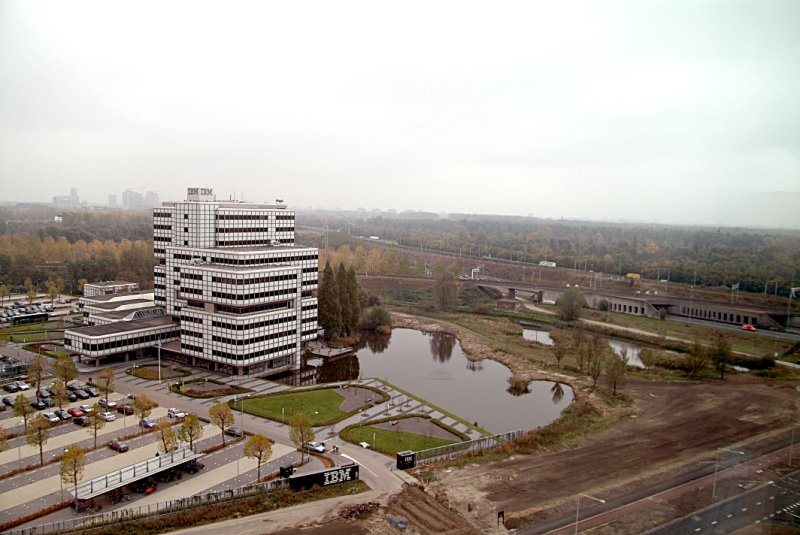
Het IBM-gebouw in de Riekerpolder, op de voorgrond de Johan Huizingalaan, op de achtergrond het Knooppunt De Nieuwe Meer